# Bagad

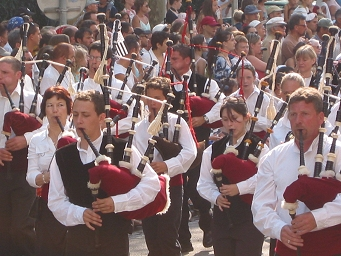

Bagad (liczba mnoga bagadoù – po bretońsku drużyna, zespół) – rodzaj bretońskiej orkiestry wzorowanej na szkockich pipe bandach, który pojawił się we Francji po II wojnie światowej. Każdy bagad dzieli się na trzy sekcje instrumentalne: binioù – binioù braz (wielkie dudy szkockie) lub binioù kozh (bretońskie dudy niewielkich rozmiarów, charakteryzujące się wyższym tonem), bombardes – rodzaj oboju oraz batterie – werble. Okazjonalnie kooptowane są dodatkowe instrumenty, jak saksofon czy gitara elektryczna.
Typowy bagad gra głównie ludową muzykę bretońską, zdarza się także granie melodii szkockich, ale i komponowanie całkiem nowych utworów – zespoły eksperymentują z formą, rozwijając tradycję. Każda większa miejscowość w Bretanii ma swój bagad, w sumie jest ich ponad 80, w większości zrzeszonych w Bodadeg Ar Sonerion, Związku Tradycyjnych Muzyków Bretońskich. Nawet francuska marynarka wojenna ma swój oficjalny zespół – Bagad de Lann-Bihoué założony w bazie lotniczej Lann-Bihoué. Co roku w kilku większych miastach regionu odbywają się zawody, w których bagadoù rywalizują o tytuł mistrzowski: finały mają miejsce podczas Festival Interceltique w Lorient.